# Leopoldo Pilla

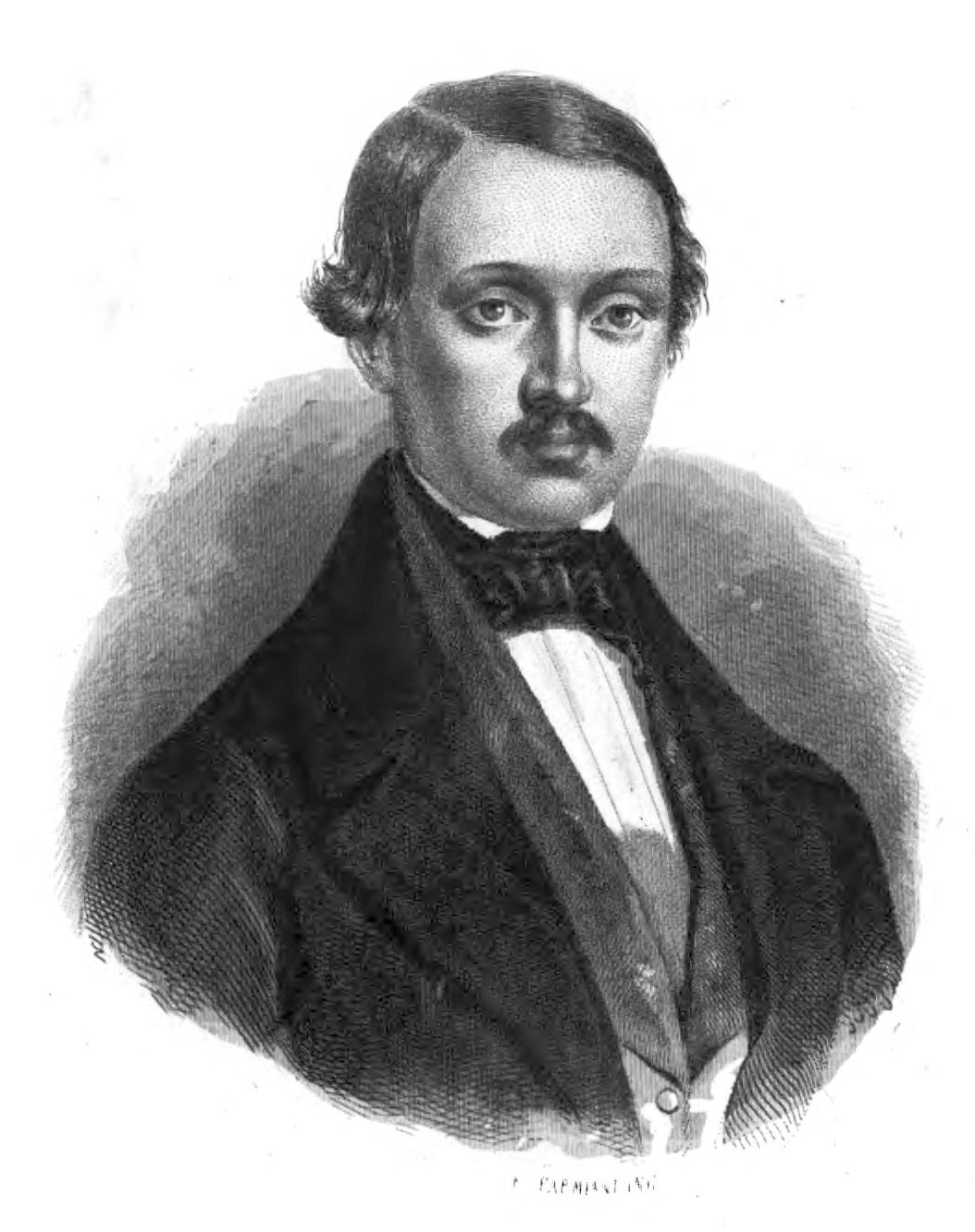
Leopoldo Pilla

Leopoldo Pilla (* 24. Oktober 1805 in Venafro; † 29. Mai 1848 in Curtatone) war ein italienischer Geologe, Mineraloge und Hochschullehrer.

## Leben
Pilla studierte ab 1821 Veterinärmedizin in Neapel mit dem Abschluss 1825 und danach Humanmedizin und Chirurgie mit dem Abschluss 1829. Daneben studierte er klassische Literatur und begann er sich dort für Geologie und die örtlichen vulkanischen Erscheinungen zu interessieren, wobei er Geologie bei dem Professor der Universität Neapel Matteo Tondi studierte. Nach dem Studium gewann er in einem Wettbewerb eine Stelle als Militärchirurg des Königreichs Neapel und wurde 1831 mit einer Kommission nach Wien geschickt, um die Cholera zu studieren. Er wandte sich aber immer mehr der Geologie zu und erhielt durch Veröffentlichungen auch im französischen und deutschen Ausland Ansehen, so dass er sich 1835 beim Tod von Tondi berechtigte Hoffnung machte, dessen Nachfolger als Geologieprofessor zu werden. Aufgrund von Intrigen, teilweise darin begründet, dass man ihn liberaler politischer Tendenzen verdächtigte, kam es nicht dazu. 1842 wurde er aber Professor für Mineralogie an der angesehenen Universität in Pisa. Dort wurde er in der Unabhängigkeitsbewegung Italiens politisch aktiv und fiel 1848 als Freiwilliger und Hauptmann in der Schlacht von Curtatone im ersten Italienischen Unabhängigkeitskrieg. Sein Nachfolger wurde Giuseppe Meneghini.

## Schriften
- Osservazioni geognostiche che possonsi fare lungo la strada da Napoli a Vienna ..., Neapel, Tramater, 1834;
- Discorso accademico intorno ai principali progressi della geologia ed allo stato presente di questa scienza, recitato nella sala dell'Accademia pontaniana il di 21 aprile 1839 da Leopoldo Pilla, Neapel, dalla tipografia Plantina, 1840;
- Poche notizie geologiche per la provincia di Capitanata, senza note tipografiche, 1840;
- Studi di geologia, ovvero Conoscenze elementari della scienza della terra : opera divisa in tre parti ed ornata di figure, Neapel, Aldo Manuzio, 1840
- Conoscenze di mineralogia necessarie per lo studio di geologia, Neapel, all'insegna di Aldo Manuzio, 1841
- Notizie geologiche sopra il carbon fossile trovato in Maremma, Florenz, tip. Galileiana, 1843
- Breve cenno sulla ricchezza minerale della Toscana, Pisa, Rocco Vannucchi, 1845
- Saggio comparativo dei terreni che compongono il suolo d'Italia, Pisa, 1845
- Istoria del tremuoto che ha devastato i paesi della costa toscana il di' 14 agosto 1846, Pisa, Vannucchi, 1846
- Trattato di geologia diretto specialmente a fare un confronto tra la struttura fisica del settentrione e del mezzogiorno di Europa, 3  Bände, Pisa, Vannucchi, 1847, 1848, 1851
- Notizie storiche della mia vita quotidiana a cominciare dal 1mo gennaro 1830 in poi, Herausgeber Massimo Discenza, mit Einführung von Bruno D'Argenio und Giuseppe Monsagrati, Venafro: Vitmar, 1996
- Lettere inedite di Leopoldo Pilla al professore Antonio Orsini, Cassino, Tipografia L. Ciolfi, 1890